# حاتم مرمضی
حاتم مرمضی (متولد ۱۳۷۷؛ درگذشت خرداد ۱۳۹۷) تروریست داعشی عرب خوزستانی بود که در استان ادلب سوریه درگذشت.
فعالان حقوق بشر در اهواز می‌گویند که حاتم مرمضی در ۲۲ خرداد ۱۳۹۶ توسط اداره اطلاعات در بیرون از منزل پدریش و هنگام برگشت از منزل یکی از بستگانش در روستای مالچیه توسط نیروهای اداره اطلاعات بازداشت شده‌است.
فیصل مرمضی، پسرعموی حاتم که در انگلستان سکونت دارد، به کمپین گفت مأموران وزارت اطلاعات روز ۱۵ خرداد، پدر و برادر حاتم مرمضی را به ستاد خبری وزارت اطلاعات احضار کرده و پس از بازجویی و سئوال و جواب چهار ساعته، به آنان گفته فرزندشان در بازداشتگاه جان خود را از دست داده‌است. اداره اطلاعات اهواز به سوالات خانواده دربارهٔ علت مرگ و مکان خاکسپاری حاتم توجهی نکرده و آنان را با گرفتن تعهد، تهدید کرده در صورت برگزاری مراسم ختم، مسئولیت هر گونه اعتراض و اغتشاش احتمالی به عهده آنان خواهد بود.
فیصل مرمضی گفت که اداره اطلاعات اهواز در تماس دوباره تلفنی دقیقاً زمان و مکان دفن را نگفته‌اند و اعلام کردند حاتم را دفن می‌کنند و سپس مکان دفن را اطلاع می‌دهند اما امروز همه چیز را انکار می‌کنند.
خبرهای موثق دیگری نیز این خبر را تکذیب نموده اند ، طبق گفته های سید محمود علوی وزیر اطلاعات جمهوری اسلامی ایران حاتم مرمضی در سوریه کشته شد که در پی آن گروه چهار نفره که با حاتم مرمضی ارتباط داشته و قصد تشکیل گروه جهت برهم زدن امنیت عمومی را داشتند، دستگیر شدند 
رسانه های خبری گروه هیئت تحرير الشام سوريه، خبری مبنی بر کشته شدن حاتم مرمضی توسط اعضای خود را داده است در این گزارش مصور عکسی از جسد حاتم مرمضی به نمایش گذاشته شده است  ، رسانه های خبری گروه هیئت تحرير الشام پس از محاصره ی مقر نظامی دوستان حاتم مرمضی و تسلیم شدن آن ها که منجر به راهنمایی اعضای گروه هیئت تحرير الشام به مقر حاتم مرمضی و کشته شدن وی و بقیه ی دوستانش انجامید ، کلیپ اعترافات دوستانش را  پخش نمود ، که چهره ی حیدر عبیداوی یکی از دوستان نزدیک حاتم مرمضی در این کلیپ دیده می شود. 
خبرگزاری های ایرانی نیز خبر مجعول فیصل مرمضی مبنی بر کشته شدن پسر عمویش در زندان اهواز یا بازداشتگاه وزارت اطلاعات را جعلی خوانده اند. 
وب گاه دیده بان خبری خاورمیانه و شمال افریقا نیز به کشته شدن حاتم مرمضی در سوریه اقرار کرده است 
اخیراً نیز رادیو فردا در مصداقیت حرف های فیصل مرمضی تشکیک نموده است ، طبق سایت خبری رادیو فردا  گفته است که " مناقشه بر سر علت و چگونگی جان باختن مرمضی میان منابع خبری حکومتی ایران و فعالان سیاسی در رسانه‌های اجتماعی، به‌ویژه توییتر، ادامه دارد و در حال حاضر تایید یا نفی نظرات طرفین برای رسانه‌های مستقل مقدور نیست. " 